# Musile di Piave
Musile di Piave är en kommun och stad i storstadsregionen Venedig, innan 2015 provinsen Venedig, regionen Veneto i norra Italien. Kommunen hade 11 505 invånare (2018) och gränsar till kommunerna Fossalta di Piave, Jesolo, Meolo, Quarto d'Altino, San Donà di Piave och Venedig. Floden Piave flyter genom staden.